# Asamblea de Sicuani
La Asamblea del Sud del Perú, más conocida como la Asamblea de Sicuani, fue una asamblea constituyente que se reunió del 16 al 22 de marzo de 1836 en la ciudad peruana de Sicuani. Reunió a 23 representantes o diputados de los departamentos del Sur del Perú (Arequipa, Ayacucho, Cuzco y Puno), a instancias del mariscal Andrés de Santa Cruz, tras la guerra por el establecimiento de la Confederación Perú-Boliviana.  Esta Asamblea dio la Constitución Política del Estado Sud-Peruano en donde se acordó la formación del Estado Sud-Peruano, así como su federación con la República de Bolivia, y con otro estado que debía crearse en el norte peruano (que sería el Estado Nor-Peruano), los que, en conjunto, conformarían la Confederación Perú-Boliviana.

## Contexto

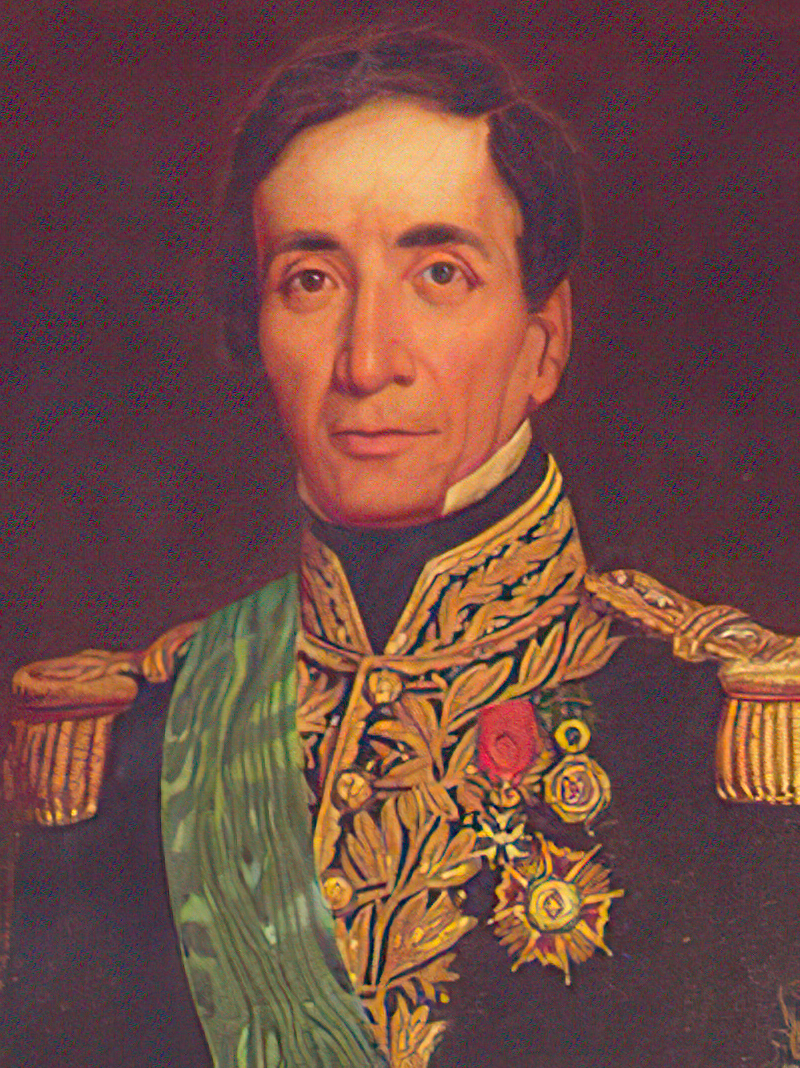
Gran mariscal Andrés de Santa Cruz, Protector del Estado Sud Peruano.

En 1835 el presidente de Bolivia Andrés de Santa Cruz invadió el Perú, y tras derrotar sucesivamente a los generales peruanos Agustín Gamarra y Felipe Santiago Salaverry, se adueñó del país y tuvo manos libres para realizar su proyecto de la Confederación.
La idea inicial de Santa Cruz era, al parecer, federar a Bolivia con el sur del Perú, pues allí contaba con mayor popularidad. Incluso en el mismo sur peruano esta política a favor de la unión con Bolivia tenía muchos adeptos, entre ellos el famoso deán Valdivia. Ello obedecía a la lógica de que entre el sur peruano y Bolivia existían (y aún existen) estrechas vinculaciones económicas, entre otras afinidades de tipo histórico, geográfico, racial y cultural. Otros políticos peruanos, como el clérigo Francisco Xavier de Luna Pizarro, aceptaban la idea de la Federación, pero sostenían que previamente debía crearse un estado sud-peruano y otro nor-peruano, los cuales debían confederarse con Bolivia. Este planteamiento fue el que finalmente se llevó a cabo. Santa Cruz, hábil estadista, contaba que, en caso de que el norte peruano se opusiera a la Confederación, al menos tendría asegurada la unión del sur del Perú con Bolivia.

## Instalación
La Asamblea de Sicuani se instaló el 16 de marzo de 1836. Fue presidida por Nicolás Fernández de Piérola y Flores (padre del futuro presidente Nicolás de Piérola).
Tras permanecer seis días en funciones, la Asamblea se clausuró el 22 de marzo de 1836.

## Labor
El día 17 de marzo la Asamblea dio la Constitución del Estado Sud Peruano, en la que quedó estipulado lo siguiente:
- La formación de un estado independiente que tomaría el nombre de Estado Sud-Peruano, conformado a base de los departamentos del sur del Perú: Arequipa (capital Arequipa), Ayacucho (capital Huamanga), Cuzco (capital Cuzco) y Puno (capital Puno). La forma de gobierno de este Estado sería la popular representativa.
- La federación de dicho Estado con Bolivia y con el otro estado que debía formarse en el norte del Perú (que sería el Estado Nor-Peruano. Las bases de dicha confederación debían se fijadas por un congreso de plenipotenciarios nombrados por cada uno de los tres estados.
- El otorgamiento de toda la suma del poder público al mariscal Santa Cruz, bajo el título de Supremo Protector del Estado Sud-Peruano.

La Asamblea estableció también la bandera, el escudo y la moneda del nuevo Estado. La bandera sería de tres colores: rojo vertical, y verde y blanco horizontal (se conciliaban así los colores de las banderas peruana y boliviana). La moneda llevaría la inscripción «República Sud-peruana».
Como prueba de la veneración que se sentía en el sur peruano por Santa Cruz, está el hecho que la Asamblea ordenó acuñar medallas con su efigie, y levantar una estatua ecuestre. Una comisión fue a felicitar al caudillo boliviano y transmitirle la invitación para que prestara juramento del supremo protectorado otorgado. Otra comisión fue enviada a agradecer a Bolivia el auxilio prestado.

## Consecuencias
Meses después, en agosto de 1836, se reunió la Asamblea de Huaura que acordó la creación del Estado Nor-Peruano y su integración  a una Confederación que debía presidir Santa Cruz. El Congreso extraordinario boliviano reunida en Tapacarí acordó también autorizar a Santa Cruz la formación de la Confederación.
Provisto pues, de todos los elementos legales que le otorgaron las asamblea de los tres estados, Santa Cruz decretó establecida la Confederación Perú-Boliviana por decreto dado en Lima, el 28 de octubre de 1836, convocando luego a un Congreso de plenipotenciarios de los tres estados en Tacna donde debían discutirse las bases de la estructura administrativa de dicha entidad geopolítica.